# Лі (округ, Північна Кароліна)
Шаблон:StateAbbr_ 35°29′ пн. ш. 79°10′ зх. д. / 35.48° пн. ш. 79.17° зх. д.
Округ  Лі (англ. Lee County) — округ (графство) у штаті  Північна Кароліна, США. Ідентифікатор округу 37105.

## Історія
Округ утворений 1907 року.

## Демографія
За даними перепису 
2000 року 
загальне населення округу становило 49040 осіб, зокрема міського населення було 25151, а сільського — 23889.
Серед мешканців округу чоловіків було 24213, а жінок — 24827. В окрузі було 18466 домогосподарств, 13361 родин, які мешкали в 19909 будинках.
Середній розмір родини становив 3,05.
Віковий розподіл населення поданий у таблиці:
| Стать    | До 15 років | 15-21 | 22-29 | 30-39 | 40-49 | 50-65 | 65-85 | Понад 85 |
| -------- | ----------- | ----- | ----- | ----- | ----- | ----- | ----- | -------- |
| Чоловіки | 5377        | 2429  | 2592  | 3898  | 3677  | 3647  | 2445  | 148      |
| Жінки    | 5134        | 2243  | 2496  | 3564  | 3700  | 3938  | 3284  | 468      |

## Суміжні округи
- Четем — північ
- Гарнетт — південний схід
- Мур — південний захід

## Виноски
1. ↑  U.S. Decennial Census. United States Census Bureau. Архів оригіналу за 4 квітня 2018. Процитовано 17 січня 2015.
2. ↑  Historical Census Browser. University of Virginia Library. Архів оригіналу за 11 серпня 2012. Процитовано 17 січня 2015.
3. ↑  Forstall, Richard L., ред. (27 березня 1995). Population of Counties by Decennial Census: 1900 to 1990. United States Census Bureau. Архів оригіналу за 3 березня 2015. Процитовано 17 січня 2015.
4. ↑  Census 2000 PHC-T-4. Ranking Tables for Counties: 1990 and 2000 (PDF). United States Census Bureau. 2 квітня 2001. Архів оригіналу (PDF) за 18 грудня 2014. Процитовано 17 січня 2015.
5. ↑  State & County QuickFacts. United States Census Bureau. Архів оригіналу за 7 червня 2011. Процитовано 21 жовтня 2013.(англ.) Наведено за англійською вікіпедією.
6. ↑  American FactFinder. Бюро перепису населення США. Архів оригіналу за 26 лютого 2012. Процитовано 31 січня 2008.

| США | Це незавершена стаття з географії США. Ви можете допомогти проєкту, виправивши або дописавши її. |